# Ipnista
Ipnista là một chi bướm đêm thuộc họ Erebidae.